# Kirby Awards
I Kirby Awards furono dei riconoscimenti assegnati nel campo dei fumetti statunitensi, che prendevano il nome dal leggendario autore statunitense Jack Kirby.
I premi erano sponsorizzati dalla rivista Amazing Heroes e coordinati da Dave Olbrich. I votanti erano professionisti dell'industria del fumetto. Consegnati per la prima volta nel 1985, terminarono prematuramente nel 1987 a causa di una disputa tra Olbrich e la Fantagraphics (la casa editrice che pubblicava Amazing Heroes), che reclamavano entrambi la paternità dei premi. Al loro posto nacquero gli Eisner Awards (diretti da Olbrich) e gli Harvey Awards (diretti dalla Fantagraphics).
Le categorie e i vincitori dei Kirby Awards furono:

## Miglior albo singolo (Best Single Issue)
- 1985 – Swamp Thing Annual n. 2, di Alan Moore, Steve Bissette e John Totleben (DC)
- 1986 – Daredevil n. 227, di Frank Miller e David Mazzucchelli (Marvel Comics)
- 1987 – The Dark Knight Returns n. 1, di Frank Miller, Klaus Janson and Lynn Varley (DC)

## Miglior serie regolare (Best Continuing Series)
- 1985 – Swamp Thing, di Alan Moore, Steve Bissette e John Totleben (DC)
- 1986 – Swamp Thing, di Alan Moore, Steve Bissette e John Totleben (DC)
- 1987 – Swamp Thing, di Alan Moore, Steve Bissette e John Totleben (DC)

## Miglior serie in bianco e nero (Best Black & White Series)
- 1985 – Cerebus di Dave Sim (Aardvark-Vanehiem)
- 1986 – Love & Rockets di Gilbert Hernandez e Jaime Hernandez (Fantagraphics)
- 1987 – Cerebus di Dave Sim (Aardvark-Vanehiem)

## Miglior serie limitata (Best Finite Series)
- 1985 – Crisi sulle Terre infinite, di Marv Wolfman e George Pérez (DC)
- 1986 – Crisi sulle Terre infinite, di Marv Wolfman e George Pérez (DC)
- 1987 – Watchmen di Alan Moore and Dave Gibbons (DC).

## Miglior nuova serie (Best New Series)
- 1985 – Zot!, di Scott McCloud (Eclipse Comics)
- 1986 – Miracleman, di Alan Moore e artisti vari (Eclipse)
- 1987 – Watchmen, di Alan Moore e Dave Gibbons (DC)

## Miglior graphic novel (Best Graphic Album)
- 1985 – Beowulf (First)
- 1986 – The Rocketeer, di Dave Stevens (Eclipse)
- 1987 – The Dark Knight Returns, di Frank Miller e Klaus Janson (DC)

## Miglior disegnatore (Best Artist)
- 1985 – Dave Stevens, per The Rocketeer (Comico)
- 1986 – Steve Rude, per Nexus (First)
- 1987 – Bill Sienkiewicz, per Elektra: Assassin (Marvel)

## Miglior scrittore (Best Writer)
- 1985 – Alan Moore, per Swamp Thing (DC)
- 1986 – Alan Moore, per Swamp Thing (DC)
- 1987 – Alan Moore, per Watchmen (DC)

## Miglior scrittore/disegnatore (singolo o coppia) (Best Writer/Artist (single or team))
- 1986 – Frank Miller e David Mazzucchelli, per Daredevil (Marvel)
- 1987 – Alan Moore e Dave Gibbons, per Watchmen (DC)

## Miglior team artistico (Best Art Team)
- 1985 – Steve Bissette e John Totleben, per Swamp Thing (DC)
- 1986 – George Pérez e Jerry Ordway, per Crisi sulle Terre infinite (DC)
- 1987 – Frank Miller, Klaus Janson e Lynn Varley, per The Dark Knight Returns (DC)

## Miglior copertina (Best Cover)
- 1985 – Swamp Thing n. 34, di Steve Bissette e John Totleben (DC)

## Miglior pubblicazione sui fumetti (Best Comics Publication)
- 1985 – Comics Buyer's Guide (Krause)

## Premio alla carriera (Hall of Fame)
- 1987 – Carl Barks
- 1987 – Will Eisner
- 1987 – Jack Kirby